# Gran Príncep de Finlàndia

Escut d'armes del Gran Duc de Finlàndia

Gran Príncep de Finlàndia o Gran Duc de Finlàndia (Storfurste av Finland(suec), Suomen suuriruhtinas(finès)) fou un dels títols que de 1580 a 1809 utilitzaren molts dels Reis de Suècia. Entre 1809 i 1917, fou el títol oficial del governant en cap del Gran Ducat de Finlàndia, en mans del Tsar Rus.

## Etapa sueca
Entorn el 1580, el rei Joan III de Suècia, que prèviament havia estat Duc de Finlàndia (1556-1563), afegí el títol subsidiari de Gran Príncep de Finlàndia als títols del Rei de Suècia, apareixent per primer cop a les fonts el 1581, encara que fou utilitzat prèviament per Joan III el 1577. En aquests anys, Joan estava en disputa amb el Tsar Ivan IV de Rússia, el qual tenia un reguitzell de títols en qualitat de Gran Príncep de diversos principats i províncies russes. L'ús del títol de Gran Príncep per part de Joan era una tàctica per ressaltar el paper i el poder de Suècia en l'àmbit internacional, enfront del Tsarat Rus. No només es va incloure Finlàndia, sinó que també ho foren Carèlia, Íngria i Livònia, tots ells territoris fronterers amb Rússia. Es creu que el primer cop que s'utilitzà el nou títol fou per contactar amb el Tsar Ivan.
Durant els següents 140 anys, el títol fou utilitzat pels successors al tron de Joan, amb l'excepció de Carles IX que inclogué els finesos com una de les moltes de les nacions sobre les quals regnà entre 1607 i 1611. Com que el títol només tenia una naturalesa subsidiària sense cap significat concret, només s'utilitzà en situacions extremadament formal en què els monarques suecs feien servir tots els seus títols. El darrer monarca suec que utilitzà el títol fou Ulrica Elionor, la qual abdicà el 1720. No obstant això, el 1802, el rei Gustau IV Adolf donà el títol al seu fill acabat de néixer, el Príncep Carles Gustau, el qual morí tres anys després.

## Etapa russa
Durant la Guerra Finlandesa entre Suècia i Rússia, el quatre estats de l'ocupada Finlàndia es reuniren en assemblea a la Dieta de Porvoo el 29 de març de 1809 per jurar lleialtat a Alexandre I de Rússia, el qual anys abans ja havia adoptat el títol de Gran Príncep de Finlàndia. Després de la derrota sueca a la guerra i la signatura del Tractat de Fredrikshamn el 17 de setembre de 1809, Finlàndia es convertí en alguns aspectes en un autònom Gran Ducat de Finlàndia dins l'Imperi Rus.
El Gran Príncep Imperial governà Finlàndia a través del seu governador i un Senat local escollit per ell. Encara que cap Gran Príncep reconegué Finlàndia com un estat separat de ple dret, el país va gaudir de les cotes d'autogovern més altes de la seva història, fins a la seva independència el 1917.
Finlàndia fou declarada un estat nació independent, constituint-se com una república, el 6 de desembre de 1971, però després de la Guerra Civil, hi hagué un intent d'instauració monàrquica entre el 9 d'octubre i el 14 de desembre de 1918.

## Ús actual
Avui en dia no hi ha pretendents al títol de Gran Príncep de Finlàndia i roman sense ser utilitzat.